# 18679 Хетеріне
18679 Хетеріне (18679 Heatherenae) — астероїд головного поясу, відкритий 31 березня 1998 року.
Тіссеранів параметр щодо Юпітера — 3,605.